# Apogon affinis
 Apogon affinis és una espècie de peix de la família dels apogònids i de l'ordre dels perciformes.

## Morfologia
Els mascles poden assolir els 11 cm de longitud total.

## Distribució geogràfica
Es troba a l'oest de l'Atlàntic central (des del sud de Florida i de les Bahames fins a Veneçuela. També a Surinam) i a l'est de l'Atlàntic central (Golf de Guinea i Cap Verd).